# 유럽 고속도로 008호선
유럽 고속도로 008호선(European route E008)은 타지키스탄의 두샨베에서 쿨마 고개까지 이르는 B-클래스급 고속도로로, 총 연장은 1,009 km이다. 또한 이 도로는 중국 국경선까지도 마주하고 있는 도로이기도 하며, 해당 국경인 쿨마 고개는 해발 4,362 미터 (14,311 ft)로 유럽 고속도로 노선 중에서 가장 높은 해발고도로 기록되어 있다.

## 경로
- 투르크메니스탄
  - 두샨베
  - 쿨롭
  - 칼라이룸(영어판)
  - 호루그
  - 무르고프
  - 쿨마 고개(영어판)